# Born Again (The Notorious B.I.G.)
Born Again is een postuum album van The Notorious B.I.G.

## Geschiedenis
Het album kwam uit op 7 december 1999. In tegenstelling tot het eerste album uitgebracht na zijn dood (Life After Death) werd dit album geproduceerd zonder inbreng van Biggie zelf. Naast de gebruikelijke gastartiesten P. Diddy, Lil' Kim en Junior M.A.F.I.A. staan er op dit album ook optredens van Nas, Ice Cube, Eminem, Busta Rhymes, Mobb Deep, Missy Elliott, Method Man, Redman, Beanie Sigel, Too Short, Snoop Dogg en de Hot Boys. Het album kwam binnen op nummer 1 in de Billboard 200 met 485.000 verkochte albums in de eerste week en kreeg later drievoudig platina. Dit is het laatste album van Biggie dat vooral origineel materiaal bevat. In 2005 werd wel een remixalbum uitgebracht onder de titel Duets: The Final Chapter.

## Tracklist
| Nr. | Titel                                                                   | Duur |
| --- | ----------------------------------------------------------------------- | ---- |
| 1.  | Born Again (Intro)                                                      | 1:28 |
| 2.  | Notorious B.I.G. (met Puff Daddy en Lil' Kim)                           | 3:11 |
| 3.  | Dead Wrong (met Eminem)                                                 | 4:57 |
| 4.  | Hope You Niggas Sleep (met Hot Boys en Big Tymers)                      | 4:10 |
| 5.  | Dangerous MC's (met Mark Curry, Snoop Dogg en Busta Rhymes)             | 5:15 |
| 6.  | Biggie (met Junior M.A.F.I.A.)                                          | 5:22 |
| 7.  | Niggas                                                                  | 3:48 |
| 8.  | Big Booty Hoes (met Too Short)                                          | 3:27 |
| 9.  | Would You Die for Me? (met Lil' Kim en Puff Daddy)                      | 3:36 |
| 10. | Come On (met Sadat X)                                                   | 4:37 |
| 11. | Rap Phenomenon (met Method Man en Redman)                               | 4:02 |
| 12. | Let Me Get Down (met Craig Mack, G-Dep en Missy Elliott)                | 4:33 |
| 13. | Tonight (met Mobb Deep en Joe Hooker)                                   | 6:08 |
| 14. | If I Should Die Before I Wake (met Black Rob, Beanie Sigel en Ice Cube) | 4:51 |
| 15. | Who Shot Ya?                                                            | 3:48 |
| 16. | Can I Get Witcha (met Lil' Cease)                                       | 3:43 |
| 17. | I Really Want to Show You (met Nas en K-Ci & JoJo)                      | 5:09 |
| 18. | Ms. Wallace (Outro)                                                     | 3:18 |

## Hitnoteringen
| Jaar | Album      | Hoogste positie | Hoogste positie        |
| Jaar | Album      | Billboard 200   | Top R&B/Hip Hop Albums |
| 1999 | Born Again | 1               | 1                      |